# 1785 au Canada
Pour un article plus général, voir Chronologie du Canada.
Cet article traite des événements qui se sont produits durant l'année 1785 au Canada.

## Événements

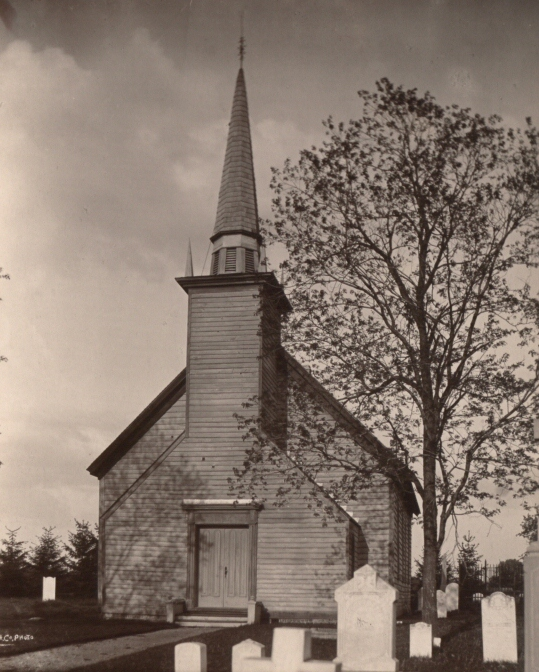
Chapelle Mohawk à Brantford construite en 1785

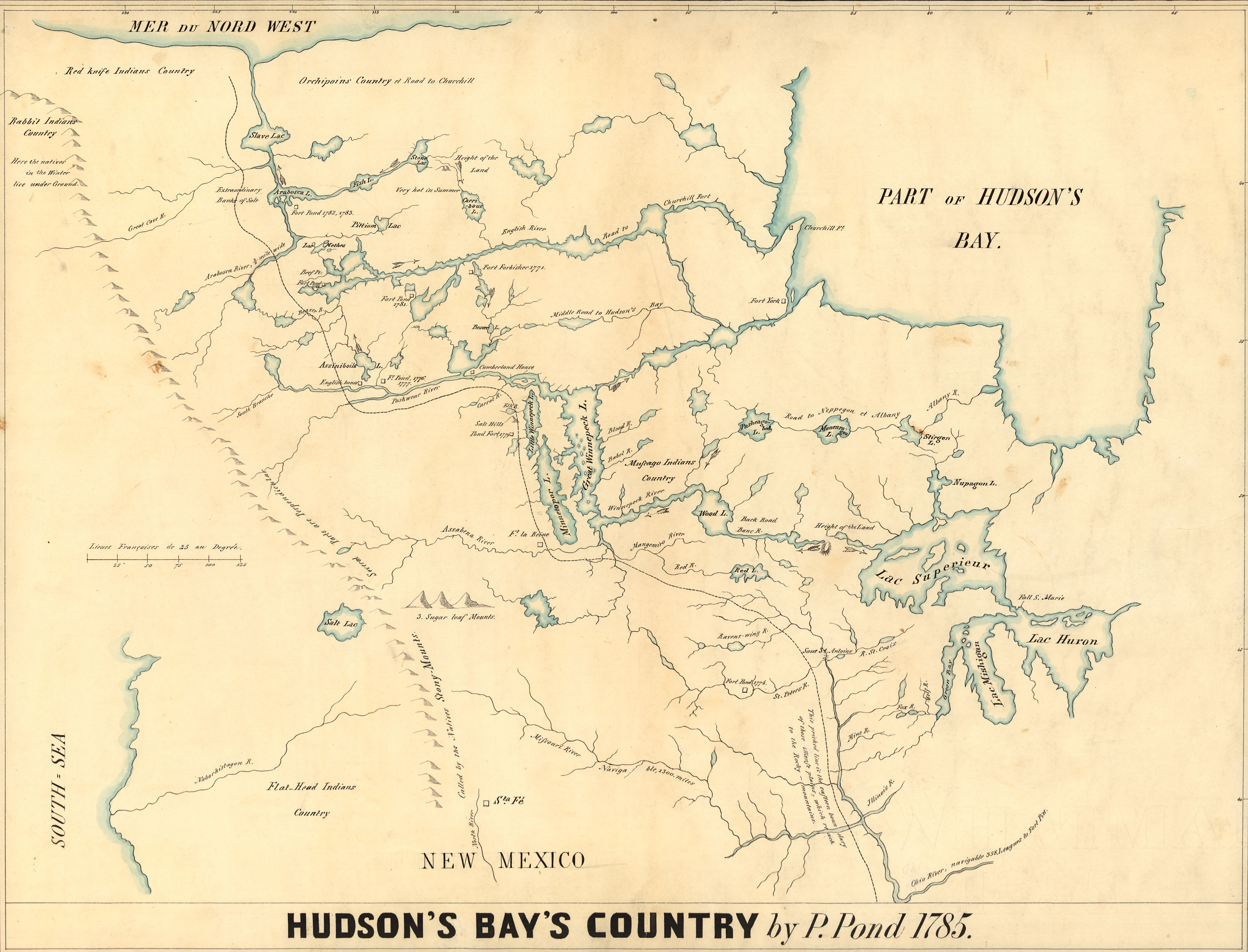
Carte de la Baie d'Hudson et des principaux lacs et rivières à l'ouest réalisée par Peter Pond

- 21 avril : le lieutenant-gouverneur du Québec Henry Hamilton donne son accord à une ordonnance du Conseil législatif établissant les procès par jury dans les affaires de commerce et d’injures personnelles[1]. La nouvelle loi répond à des demandes formulées par les sujets britanniques de la colonie. Elle modifie une partie des lois civiles françaises remises en vigueur par l’Acte de Québec. Dans le cas de procès opposant des sujets nés en Grande-Bretagne, en Irlande et dans les colonies et provinces d’Amérique, les jurés seront choisis exclusivement parmi les anciens sujets ; dans les procès entre Canadiens, tous les jurés seront Canadiens ; dans les procès mixtes, “ les jurés seront composés d’un nombre égal de chacun, s’il en est ainsi requis par l’une des parties ”.
- 25 août : Fleury Mesplet publie le premier numéro du journal bilingue The Montreal Gazette/La Gazette de Montréal[2].
- Novembre : Élection de la 6e assemblée générale de la Nouvelle-Écosse (en)
- Début de la Quatrième assemblée générale de l'île Saint-Jean (en).
- Fredericton devient la Capitale du Nouveau-Brunswick.
- Fondation de Sydney qui devint la capitale de la colonie de l'Île du Cap-Breton.
- Fondation de l'Université du Nouveau-Brunswick[3].
- Création du Beaver Club à Montréal réunissant les principaux commerçants de fourrure principalement associés avec la Compagnie du Nord-Ouest.

## Naissances
- 4 janvier : Louis-Théodore Besserer, homme d'affaires, notaire et figure politique du Bas-Canada.
- 25 octobre : Jules-Maurice Quesnel, explorateur et commerçant de fourrure.
- 30 janvier : Charles Metcalfe, gouverneur général de la Province du Canada.
- Étienne Provost, traiteur de fourrure.

## Décès
- 8 juin : Antoine-Charles de Saint-Simon, militaire.